# アーロン・フィップス
アーロン・フィップス（Aaron Phipps、1983年4月7日 - ）は、イギリスの車いすラグビー選手。イングランドサウサンプトン出身。

## 略歴
2008年、15歳から車いすラグビーを始める。
2012年、ロンドンパラオリンピック競技大会のイギリス代表に選ばれる。
そして2021年、東京2020パラオリンピック競技大会イギリス代表に選ばれて金メダル獲得。